# XBase
xBase hat sich als Oberbegriff für eine Gruppe von Datenbankmanagementsystemen und dazugehörigen Datenbanksprachen eingebürgert, deren Syntax und Struktur von dBASE abgeleitet sind.

## Entwicklung
dBase war während Ära der Heimcomputer und von DOS in den 1980er Jahren ein leicht zu erlernendes Datenbank- und Entwicklungssystem der Firma Ashton-Tate, das im Interpreter-Modus arbeitete (die fertige Datenbank war nicht ohne dBase lauffähig). Der große Erfolg von dBase regte viele Firmen dazu an, ähnliche Produkte zu entwickeln. Mit diesen damals relativ preiswerten Systemen wurden insbesondere mittelständische Firmen, Kleinbetriebe und Privatpersonen in die Lage versetzt, auf einfache Weise nützliche Applikationen zu entwickeln. Aufgrund dieser Möglichkeiten wurde eine große Zahl maßgeschneiderter Applikationen entwickelt, die entsprechend lange in Verwendung blieben. Einige dBase-Alternativen verfügten gar über Compiler, so dass aus Applikationen eigenständig lauffähige Programme erstellt werden konnten.
Das gemeinsame Konzept dieser Systeme ist es, die einzelnen Tabellen einer Datenbank in Dateien zu halten und zur Verarbeitung eine 4GL-Sprache bereitzustellen. Die Syntax, Statements- und Funktionsnamen entsprechen dabei im Kern dem ursprünglichen dBase-System. Die Hauptanwendung der xBase-Sprachen sind datenbankbasierte Entwicklungen, heutige Vertreter dieser Sprachen haben den ursprünglichen Sprachumfang aber um moderne Elemente, wie die Unterstützung für aktuelle grafische Benutzeroberflächen, erweitert.

## Vertreter
Einige Vertreter der xBase-Sprachen sind:
- dBASE (Interpreter; MS-DOS, Windows)
- Clipper (Compiler; MS-DOS)
- FoxPro (Interpreter; MS-DOS, Unix, Macintosh, Windows; seit Übernahme durch Microsoft als Visual FoxPro nur noch Windows)
- FlagShip (Compiler; Unix, Linux und MS-Windows)
- Harbour (Compiler; MS-DOS, Windows, OS/2, Linux)
- xHarbour (Compiler; MS-DOS, Windows, Macintosh, OS/2, Linux)
- Visual Objects (komplette IDE, OOP; Windows)
- Vulcan.NET (xBase-Sprache für Microsoft Visual Studio)
- Xbase++ (Compiler; Windows)
- Clip (Compiler; Unix)
- XSharp (Compiler; Windows Microsoft Visual Studio support).

## Datenbankformat
Die Dateien der Systeme, in denen die Tabellen gespeichert werden, unterscheiden sich dabei in ihren Feldtypen bzw. in der Struktur ihrer Indexdateien, mit deren Hilfe die Sortierungen der Daten-Files realisiert werden. Beispiele für verschiedene xBase-Formate:
- DBF-NDX, ursprüngliches dBase-Format
- DBF-NTX, vom Clipper-System eingeführtes xBase-Format
- DBF-CDX, von FoxPro eingeführtes xBase-Format
- DBF-MDX, Multi-Index File von dBase IV